# Liste von Persönlichkeiten der Stadt Rottweil
Die Liste von Persönlichkeiten der Stadt Rottweil enthält Ehrenbürger sowie Söhne und Töchter der Stadt, außerdem bedeutende Persönlichkeiten, die in Rottweil gewirkt haben.

## Ehrenbürger
- 1833: Benedikt Alois Pflanz (1797–1844), Professor am Obergymnasium
- Edwin Glückher, Stadtschultheiß
- Monsignore Karl Ochs, Münsterpfarrer
- Ulrich Regelmann (1924–2001), Oberbürgermeister
- Erich Hauser (1930–2004), Bildhauer und Graphiker; lebte seit 1970 in Rottweil.

## Söhne und Töchter der Stadt

### Bis 1900
- Konrad Justinger (vor 1370 – 1438), Stadtschreiber und Chronist von Bern
- Konrad Witz (um 1400 – um 1446), Maler
- Conrad Rötlin (um 1460 – nach 1519), Bildhauer
- Valerius Anshelm (1475–1546/47), Schweizer Chronist
- Melchior Volmar (1497–1560), Humanist
- Johannes Spreter (vor 1490 – um 1549), Reformator
- Simon Humpeller († 1641), Steinmetz, Bildhauer und Dombaumeister im Wiener Stephansdom
- Hieronymus II. Lindau OSB (1657–1719), 22. Abt der Reichsabtei Ochsenhausen
- Johann Baptist Dannegger (1682–1760), Abt des Chorherrenstifts Kreuzlingen (1725–1760)
- Dominikus Mayer (1752–1823), letzter Abt des Augustinerchorherrenstifts Beuron (1790–1802)
- Johann Baptist von Hofer (1759–1838), Jurist und Politiker
- Bartholomä Herder (1774–1839), Verleger
- Johann Georg Herbst (1787–1836), Professor für orientalische Sprachen an der Universität Tübingen
- Franz Joseph Valentin Dominik Maurer (1795–1874), Alttestamentler, Hebraist und Geistlicher
- Fidel von Baur-Breitenfeld (1805–1882), Kriegsminister von Württemberg, Abgeordneter
- Maximilian von Kern (1813–1887), Präsident des Staatsgerichtshofes
- Germain Burkardt (1821–1890), Reichstagsabgeordneter
- Karl Jordan Glatz (1827–1880), Pfarrer und Historiker[1]
- Max Seifriz (1827–1885), Hofkapellmeister des Fürsten Constantin von Hechingen
- Otto von Alberti (1834–1904), Heraldiker, Historiker und Jurist
- Franz Xaver von Linsenmann (1835–1898), Bischof von Rottenburg
- August Müller (1836–1885), Maler der Münchener Schule
- Franz Xaver Wernz (1842–1914), 25. General der Societas Jesu
- Max Duttenhofer (1843–1903), Unternehmer
- Fritz Rauch (1867–1916), Apotheker und Botaniker
- Hermann Etter (1870–1934), Arzt, Abgeordneter im württembergischen Landtag
- Franz Wieland (1872–1957), Kirchenhistoriker und Bibliothekar
- Kurt Eberhard (1874–1947), Generalmajor und SS-Führer
- Luise Rist (1877–1955), Politikerin, Abgeordnete im Württembergischen Landtag von 1919 bis 1933
- Eugen Haller (1882–1971), Uhrmacher und Landtagsabgeordneter
- Ernst Iros (1885–1953), eigentlich Julius Rosenstiel, Filmproduzent und Filmtheoretiker (Standardwerk „Wesen und Dramaturgie des Films“)
- Robert Barth (1886–1959), Jurist
- Fritz Schellhorn (1888–1982), Diplomat, Konsul in Rumänien (1934 bis 1944); setzte sich zur Rettung von Juden im Zweiten Weltkrieg ein
- Paul Josef Heussler (1890–?), SS-Obersturmführer und Kommandant des KZ-Außenlagers Barth
- Wilhelm Heinzelmann (1892–1968), Politiker, Landtagsabgeordneter
- Franz Mederle (1893–1955), Rechtsanwalt, erster Bürgermeister Rottweils nach dem Zweiten Weltkrieg
- Friedrich Erhard Haag (1896–1945), „Rassenhygieniker“ und Hochschullehrer zur Zeit des Nationalsozialismus

### 1901 bis 1950
- Eugen Heinrich Fischer (1909–1984), katholischer Theologe, Hochschullehrer
- Ulrich Regelmann (1924–2001), Kommunalpolitiker und Oberbürgermeister von Rottweil (1965–1985)
- Richard Mayer (1925–2016), Politiker (SPD), Landtagsabgeordneter
- Egon Rieble (1925–2016), Kunsthistoriker und Mundartdichter
- Niels Gormsen (1927–2018), Architekt und Politiker
- Hermann Schäfer (1927–2009), Komponist, Musikpädagoge und -wissenschaftler
- Karl-Heinz Weis (* 1927), Mediziner, Professor für Anästhesiologie und Kunsthistoriker
- Fritz Dieterlen (1929–2017), Mammaloge
- Kurt Bantle (* 1933), Politiker (SPD), Landtagsabgeordneter
- Ekkehard Lindner (* 1934), Chemiker und Hochschullehrer
- Gernot Feifel (1935–2019), Professor für Chirurgie am Universitätsklinikum des Saarlandes in Homburg
- Jörg Leist (* 1935), Kommunalpolitiker und Oberbürgermeister von Wangen im Allgäu (1968–2001)
- Sigrid Peyerimhoff (* 1937), Chemikerin
- Peter Dussmann (1938–2013), Unternehmer (PEDUS)
- Paul Schobel (* 1939), römisch-katholischer Priester, Journalist und Gründer der Betriebsseelsorge
- Erwin Teufel (* 1939), Politiker (CDU) und ehemaliger Ministerpräsident von Baden-Württemberg
- Reinhold R. Grimm (* 1942), Romanist
- Lothar Schäffner (* 1943), Erziehungswissenschaftler
- Stephan Schlenker (* 1944), Bremer Politiker (Bündnis 90/Die Grünen)
- Rüdiger Safranski (* 1945), Schriftsteller
- Klaus Knubben (1947–2016), Domkantor am Limburger Dom und langjähriger Leiter der Limburger Domsingknaben
- Thomas Engeser (* 1948), 2001–2009 Oberbürgermeister von Rottweil
- Hansjörg Hemminger (1948–2022), Psychologe
- Rita Haller-Haid (* 1950), Politikerin (SPD), Landtagsabgeordnete
- Bernhard Ruetz (1950–2008), Richter
- Heinz-Martin Süß (* 1950), Psychologe

### 1951 bis 1970
- Matthias Hölle (* 1951), Opernsänger (Bass)
- Werner Mezger (* 1951), Germanist und Volkskundler
- Jens Prüss (* 1954), Autor und Journalist
- Hans-Heinrich Schmid (1954–2018), Sachbuchautor und Experte für die Geschichte der Uhrenindustrie
- Eckart Altenmüller (* 1955), Arzt und Musiker
- Anne Haigis (* 1955), Musikerin und Sängerin
- Jürgen Knubben (* 1955), Bildhauer
- Sigrid Meierhofer (* 1955), SPD-Politikerin, 1. Bürgermeisterin von Garmisch-Partenkirchen
- Rüdiger Görner (* 1957), Literaturwissenschaftler
- Wolfgang Stryi (1957–2005), Bass- und Kontrabassklarinettist, Tenorsaxophonist und festes Mitglied des Ensembles Modern
- Bernd Marquart (* 1958), Jazzmusiker
- Katharina Mayer (* 1958), Fotografin und Videokünstlerin
- Edwin Ernst Weber (* 1958), Historiker und Archivar
- Michael Munding (* 1959), Künstler
- Thomas Gloning (* 1960), Germanist
- Thomas Knubben (* 1960), Historiker, Kulturwissenschaftler und Hochschullehrer
- Christa E. Müller (* 1960), Pharmazeutin und Hochschullehrerin
- Joachim Walter (* 1960), Politiker (CDU); seit 2003 Landrat des Landkreises Tübingen
- Andrea Wenzler (* 1960 oder 1961), Filmeditorin
- Heinrich Del Core (* 1961), Kabarettist und Comedy-Zauberkünstler
- Ulrike Kessl (* 1962), Objekt- und Installationskünstlerin
- Rebecca Michéle, eigentlich Ursula Schreiber (* 1963), Schriftstellerin
- Christof Rapp (* 1964), Philosoph
- Ulrich Derad (* 1965), Handballspieler und -manager
- Ralf Broß (* 1966), seit dem 2. Juli 2009 Oberbürgermeister von Rottweil
- Bernd Luz (* 1966), bildender Künstler und Kommunikationsdesigner
- German Klaiber (* 1967), Jazzmusiker
- Silke-Beate Knoll (* 1967), Sprinterin
- Tobias Kammerer (* 1968), Maler und Bildhauer
- Matthias Rebstock (* 1970), Musikwissenschaftler, Hochschullehrer, Regisseur und Autor

### Ab 1971
- Ralf Brand (* 1971), Sportpsychologe, Hochschullehrer und Basketballschiedsrichter
- Aleksandar Jovanovic (* 1971), Schauspieler
- Hans Hafner (* 1972), Komponist und Sounddesigner
- Stefan Teufel (* 1972), Politiker (CDU), seit 2006 MdL Baden-Württemberg
- Andreas Schwab (* 1973), Politiker (CDU) und Europaabgeordneter
- Peter Federolf (* 1974), Physiker und Biomechaniker
- Johannes Erath (* 1975), Opernregisseur
- Florian Baumann (* 1976), Volkswirt
- Verena Boos (* 1977), Schriftstellerin
- Frank Ettwein (* 1977), Handballspieler
- Simone Hauswald (* 1979), Biathletin
- Heike Heubach (* 1979), Politikerin (SPD)
- Markus Fuchs (* 1980), Fußballspieler
- Magnus Mehl (* 1980), Jazzmusiker
- Christoph Burkard (* 1983), Schwimmer und Goldmedaillengewinner bei den Paralympischen Spielen 2004
- Wolfgang Strobel (* 1983), Handballspieler
- Uwe Thomsen (* 1983), Synchronsprecher und Schauspieler
- Ferenc Mehl (* 1984), Jazzmusiker
- Martin Strobel (* 1986), Handballspieler
- Maximiliane Rall (* 1993), Fußballspielerin
- Celin Stöhr (* 1993), Volleyballspielerin
- Joshua Kimmich (* 1995), Fußballspieler
- Tim Stöhr (* 1996), Volleyballspieler
- Lola Weippert (* 1996), Moderatorin
- Elias Fügel (* 2002), Handballspieler

## Weitere Persönlichkeiten
- Friedrich von Alberti (1795–1878), Geologe; lebte und wirkte lange Zeit in Rottweil
- Lorenz Bock (1883–1948), Jurist und Politiker, Staatspräsident Württemberg-Hohenzollerns
- Josef Bücheler (* 1936), bildender Künstler der Postmoderne; lebt und arbeitet in Rottweil
- Erhard Eppler (1926–2019), Bundesminister, 1976–1982 Bundestagsabgeordneter für den Wahlkreis Rottweil
- Karl Gebhard (1800–1874), langjähriger Forstmann in Rottweil
- Winfried Hecht (1941–2024), Historiker, von 1968 bis 2011 Stadtarchivar und Museumsleiter in Rottweil
- Bruno Heck (1917–1989), Bundesminister und Generalsekretär der CDU; war Schüler und später Lehrer in Rottweil
- Kurt Georg Kiesinger (1904–1988), Bundeskanzler 1966–1969; besuchte das Lehrerseminar in Rottweil
- Dieter Kleinmann (* 1953 in Stuttgart), FDP-Politiker
- Luan Krasniqi (* 1971), Boxer kosovo-albanischer Herkunft; lebt in Rottweil-Bühlingen
- Robert Kudielka (* 1945), Kunstwissenschaftler; ging in Rottweil zur Schule
- Gerhard Lang (1931–2024), Politiker (SPD); lebte in Rottweil.
- Horst Lettenmayer (1941–2024), Schauspieler (Augen und Beine des Tatort-Vorspanns), Synchronsprecher (Ameisenoffizier in Biene Maja) sowie Gründer und Chef einer Leuchtenmanufaktur, aufgewachsen in Rottweil[2]
- Egbert-Hans Müller (* 1929 Bunzlau/Schlesien), Schriftsteller (Pseudonym Reinhard Gröper); besuchte 1943–1945 die Oberschule in Rottweil
- Meinrad Ott (1830–1878), katholischer Geistlicher, Klassischer Philologe, lehrte am Gymnasium in Rottweil
- Hans Helmut Prinzler (1938–2023), Filmhistoriker; ging in Rottweil zur Schule
- David Rötlin († nach 1564), Maler und Kartograph; war Stadtmaler in Rottweil
- Klaus-Dieter Sieloff (1942–2011), Fußball-Nationalspieler; 1954–1959 FV 08 Rottweil
- Werner Spies (* 1937), Kunstkritiker, ehemaliger Direktor des Pariser Centre Beaubourg; ging in Rottweil zur Schule
- Augustin Steinhäuser (1781–1849), Abgeordneter in den Landständen, Bürgermeister und Oberamtmann in Rottweil
- Bernd Tauber (* 1950 in Göppingen), Schauspieler (u. a. in Lindenstraße und Das Boot) am Zimmertheater Rottweil